# Mentuhotep VI
Mentuhotep VI (fl. XVII secolo a.C.) è stato un sovrano egizio inquadrato nella XIII dinastia.
La conoscenza di questo sovrano, il cui nome non compare in alcuna delle liste reali, deriva dal ritrovamento del suo nome nel tempio funerario di Mentuhotep II
| N5 | s | Aa21 | D36 |

| N5 | s | Aa21 | D36 |

| N5 | s | Aa21 | D36 |

| N5 | s | Aa21 | D36 |

| mn · n · V13 | G43 | R4 |

| mn · n · V13 | G43 | R4 |

| mn · n · V13 | G43 | R4 |

| mn · n · V13 | G43 | R4 |

swḏˁ rˁ mnt w htp - Sewadjra Montuhotep -  Montu è in pace
Il nome di questo sovrano potrebbe trovarsi nelle righe perse. a causa del frammentarietà del documento, del Canone Reale nella colonna 7.

## Cronologia
| Periodo                    | Dinastia      | periodo di regno                             |
| Secondo periodo intermedio | XIII dinastia | tra il 1660 a.C. ed il 1630 a.C. (± 50 anni) |

| Dinastie contemporanee | Capitale |
| XIV                    | varie    |
| XV                     | Avaris   |
| XVI                    | varie    |